# Абомеј
Абомеј (фр. Abomey) је град у Бенину, главни град департмана Зу. Историјска је престоница краљевства Дахомеј, које је постојало од 1600. до 1900. године. Град је био окружен земљаним зидинама, а краљевске палате Абомеја, заправо група земљаних грађевина које је изградио народ Фон, уврштене су на Унеско-ву листу светске културне баштине.
Иако данас Абомеј нема толико значење као некад, популарно је туристичко одредиште и центар малих заната.

## Становништво
Према попису из 2002. године, Абомеј је бројао 59.672 становника.
Развој становништва:
| Година пописа | Број становника | Статус  |
| ------------- | --------------- | ------- |
| 1860е         | 24.000          | попис   |
| 1979          | 38.412          | попис   |
| 1992          | 65.725          | попис   |
| 2002          | 77.997          | попис   |
| 2008          | 87.344          | процена |

## Галерија
- „Важни надрилекари“ (1908)
- Плес поглавица Фона (1908)
- Млада девојка са дрвеном статуом мистичне столице (1908)